# Глід (Вашингтон)
Глід (англ. Gleed) — переписна місцевість (CDP) в США, в окрузі Якіма штату Вашингтон. Населення — 2873 особи (2020).

## Географія
Глід розташований за координатами 46°39′34″ пн. ш. 120°36′9″ зх. д. / 46.65944° пн. ш. 120.60250° зх. д. (46.659337, -120.602521).  За даними Бюро перепису населення США в 2010 році переписна місцевість мала площу 14,00 км², уся площа — суходіл.

## Демографія
Згідно з переписом 2010 року, у переписній місцевості мешкало 2906 осіб у 1099 домогосподарствах у складі 826 родин. Густота населення становила 208 осіб/км².  Було 1145 помешкань (82/км²).
Расовий склад населення:
| - 90,3 % — білих - 0,6 % — азіатів - 0,5 % — корінних американців - 0,3 % — чорних або афроамериканців - 4,9 % — осіб інших рас |

До двох чи більше рас належало 3,3 %. Частка іспаномовних становила 12,1 % від усіх жителів.
За віковим діапазоном населення розподілялося таким чином: 24,0 % — особи молодші 18 років, 60,8 % — особи у віці 18—64 років, 15,2 % — особи у віці 65 років та старші. Медіана віку мешканця становила 43,5 року. На 100 осіб жіночої статі у переписній місцевості припадало 97,6 чоловіків;  на 100 жінок у віці від 18 років та старших — 99,2 чоловіків також старших 18 років.
Середній дохід на одне домашнє господарство  становив 67 451 долар США (медіана — 60 116), а середній дохід на одну сім'ю — 74 427 доларів (медіана — 61 311). Медіана доходів становила 41 938 доларів для чоловіків та 35 066 доларів для жінок. За межею бідності перебувало 18,2 % осіб, у тому числі 27,1 % дітей у віці до 18 років та 20,9 % осіб у віці 65 років та старших.
Цивільне працевлаштоване населення становило 1349 осіб. Основні галузі зайнятості: освіта, охорона здоров'я та соціальна допомога — 34,0 %, виробництво — 11,9 %, оптова торгівля — 10,2 %.